# Garou (album)
Garou is het vierde album van Garou, uitgebracht op 3 juli 2006. In Frankrijk behaalde het album platina.

## Nummers
1. "Le temps nous aime" (3:27)
2. "Je suis le même" (3:30)
3. "Plus fort que moi" (3:02)
4. "L'injustice" (5:18)
5. "Que le temps" (3:59)
6. "Même par amour" (3:25)
7. "Dis que tu me retiendras" (3:38)
8. "Trahison" (3:58)
9. "Milliers de pixels" (3:33)
10. "Je suis debout" (3:26)
11. "Viens me chercher" (3:32)
12. "Quand je manque de toi" (3:29)